# Erwtenwikke
De erwtenwikke of erwtbladigewikke (Vicia pisiformis) is een overblijvende plant uit het geslacht wikke (Vicia) van de vlinderbloemenfamilie (Leguminosae). De soort komt van nature voor van Frankrijk tot Centraal-Europa tot Polen, Rusland tot de Kaukasus, in het zuiden van Scandinavië, in Noord-Italië en op de Balkan. De erwtenwikke komt op grote schaal voor in Midden-Europa. De soort is inheems in Wallonië. Het aantal chromosomen is 2n = 12.
De erwtenwikke is een klimmende plant met kale, frisgroene, kantige, gegroefde stengels, die 1–2 m lang zijn. De geveerde, 10–20 cm lange bladeren  hebben vertakte ranken en drie tot vijf paar grote, duidelijk gesteelde blaadjes. De onderste blaadjes liggen net boven de half-pijlvormige, hooguit 1/3 zo lange, iets getande steunblaadjes, die zo de steunblaadjes van de erwt nabootsen. De blaadjes zijn eivormig, meestal 2–4 cm lang en bijna even breed (de onderste tot 4 cm), afgerond tot zwak ingesneden en vaak kort puntig. Ze hebben 10-20 paar met elkaar netvormig verbonden zijnerven.
De plant bloeit vanaf mei tot en met augustus met trosvormige bloeiwijzen, die meestal net zo lang zijn als de geveerde bladeren. Ze hebben gebogen stelen met 10-30 naar een zijde staande, 1,3–2 cm grote bloemen. De schutbladen zijn lijnvormig. De bloemsteeltjes zijn 3-4 millimeter lang. De vijf groenachtig witte, scheef vergroeide kelkbladen zijn breed klokvormig. Ze hebben  korte, lancetvormige kelktanden gescheiden door brede bochten, die aanvankelijk min of meer gewimperd zijn. De vijf zwavelgele kroonbladen zijn ongeveer vier keer zo lang als de kelk en hebben een vrij lange nagel. De vlag is rond, uitgerand, iets langer dan de vleugels en de stompe, aan de voorkant groenachtige kiel.
De bij rijpheid knikkende, geelbruine, platte, kale peulen zijn 2,5–4 cm lang en 6–9 mm breed en versmallen aan beide uiteinden. Ze bevatten meestal zes zaden. De dofbruine tot zwarte zaden zijn bolvormig met een diameter tot 5 mm.

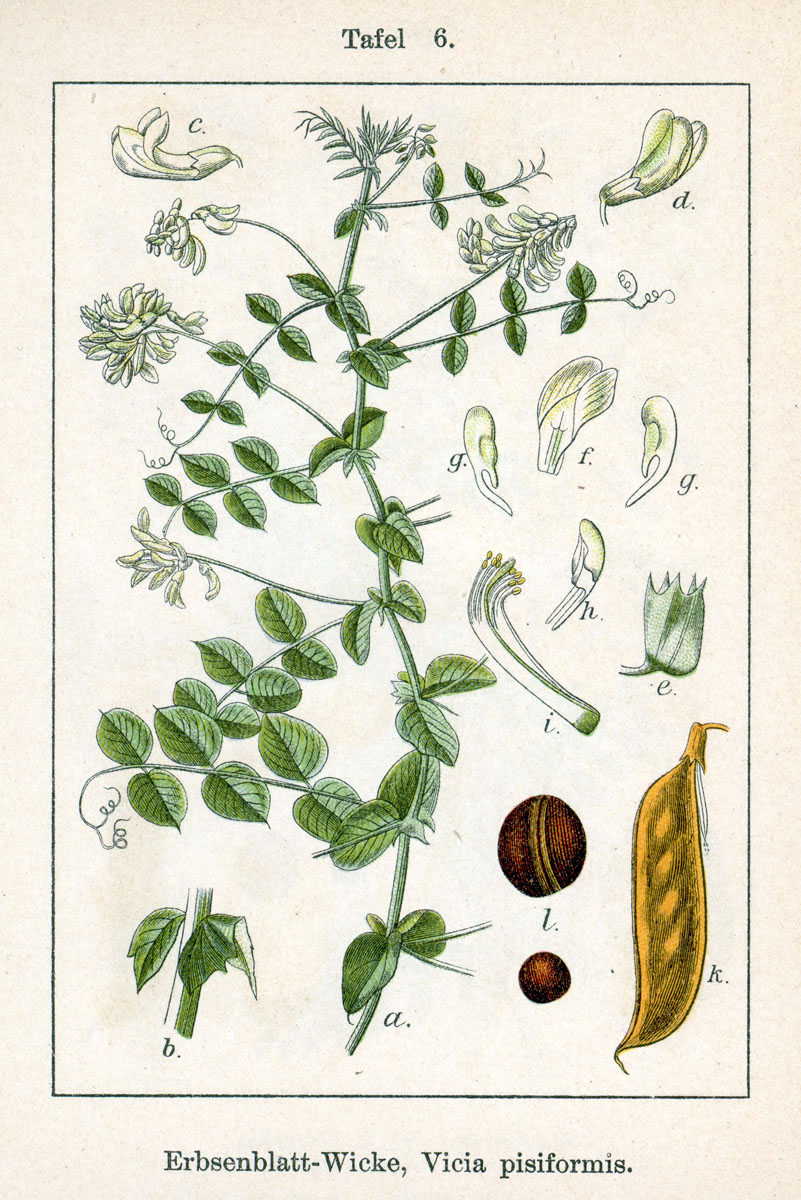
Illustratie van Jacob Sturm
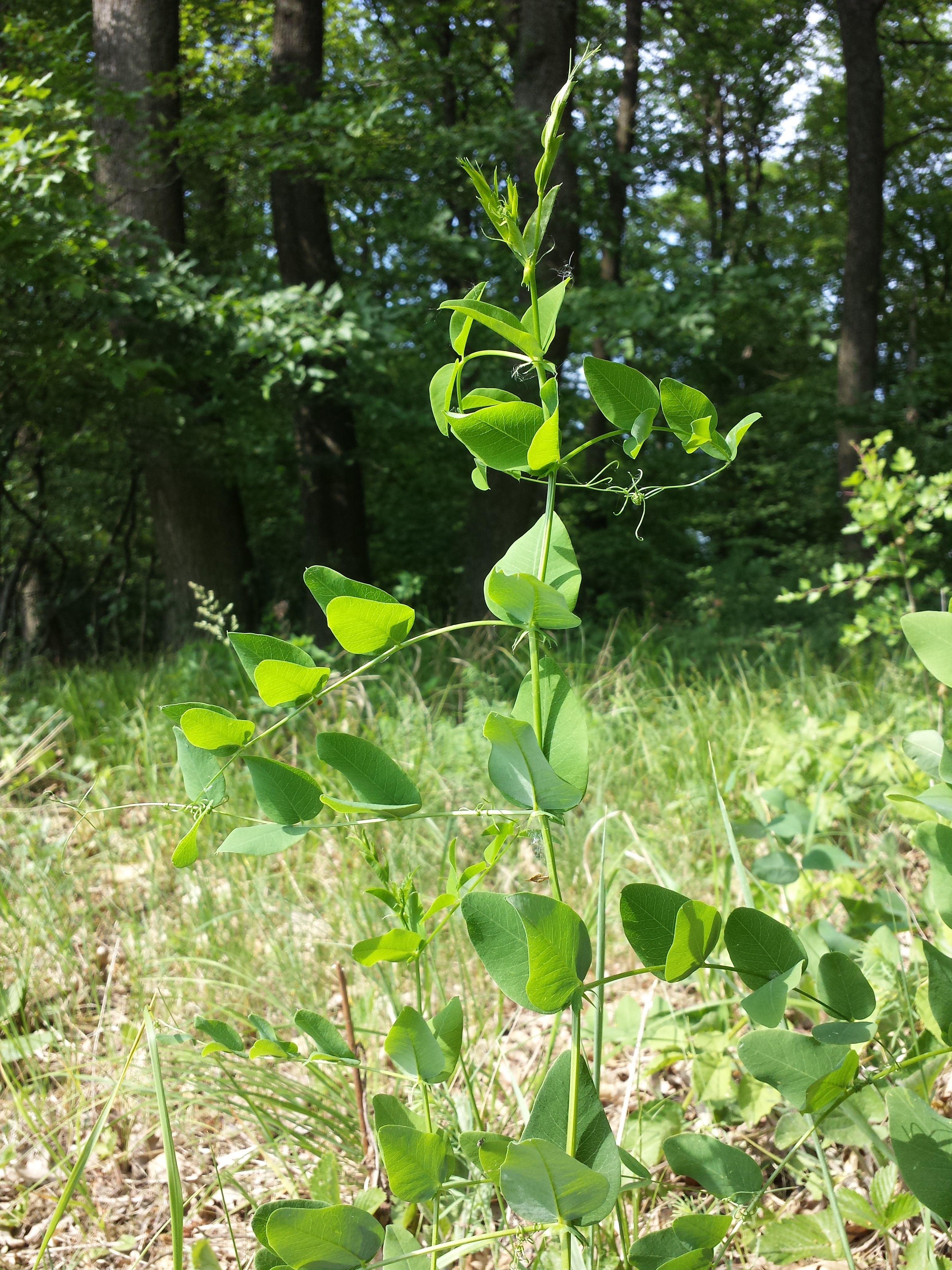
Stengel
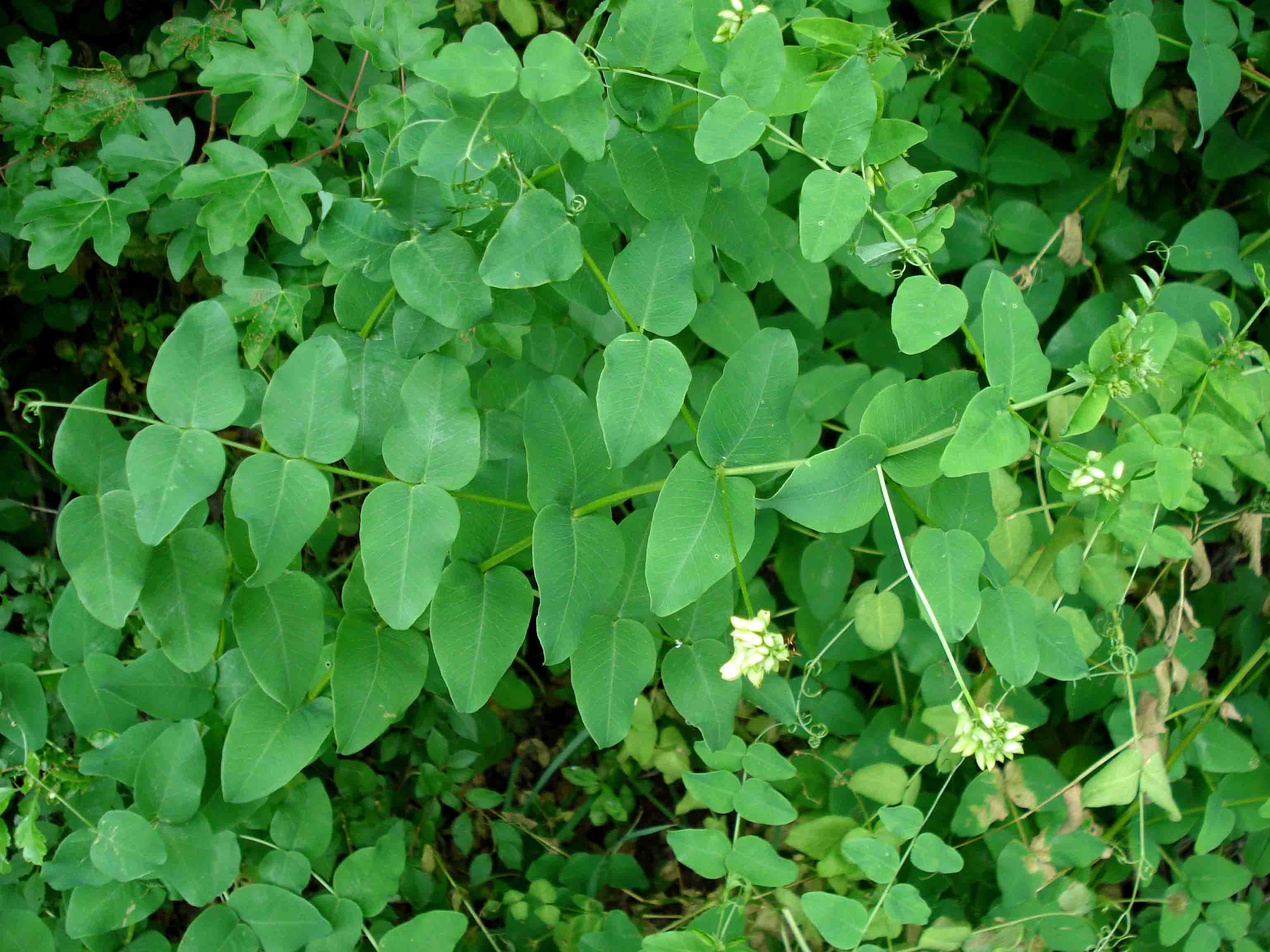
Bladeren
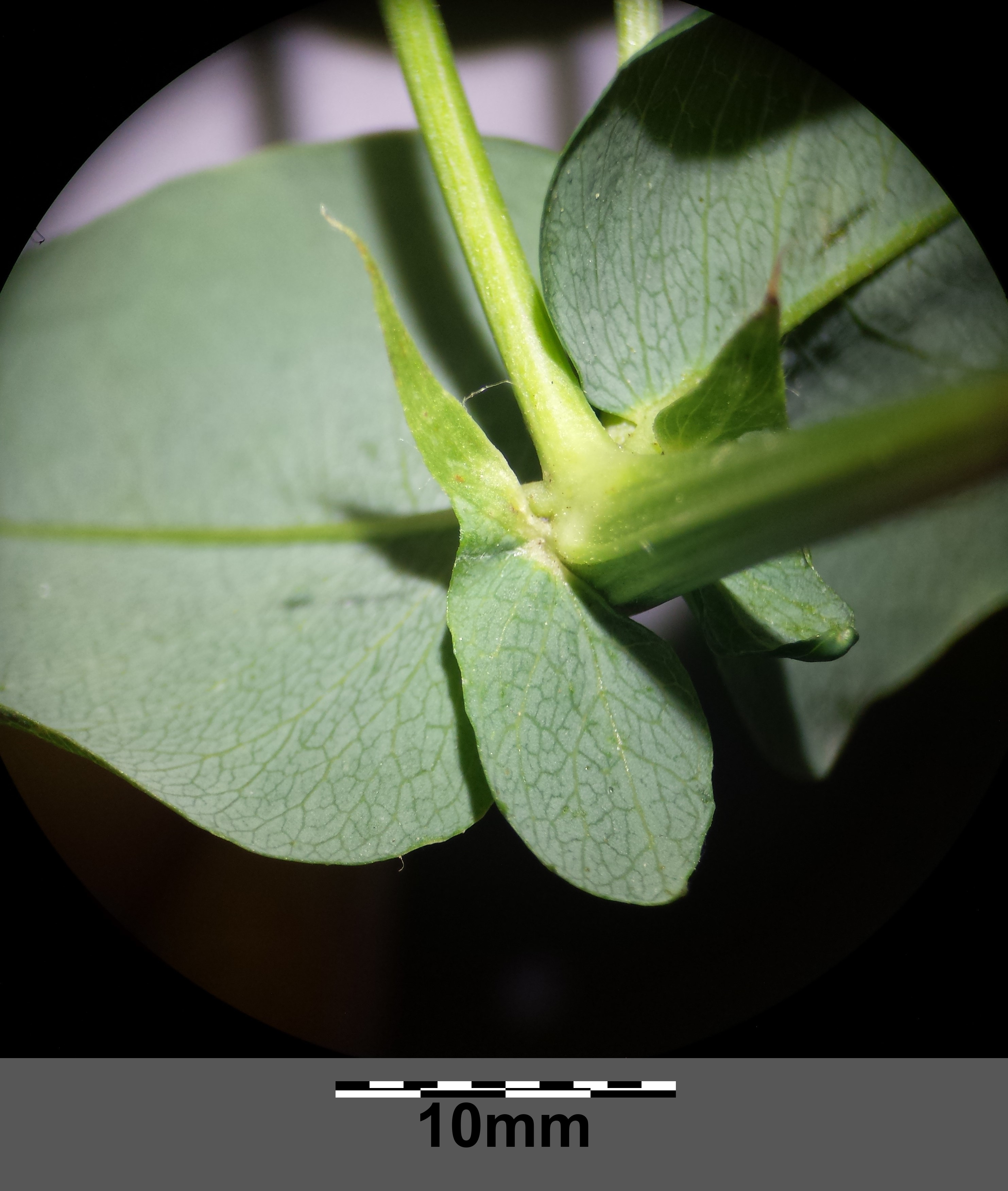
Steunblaadje
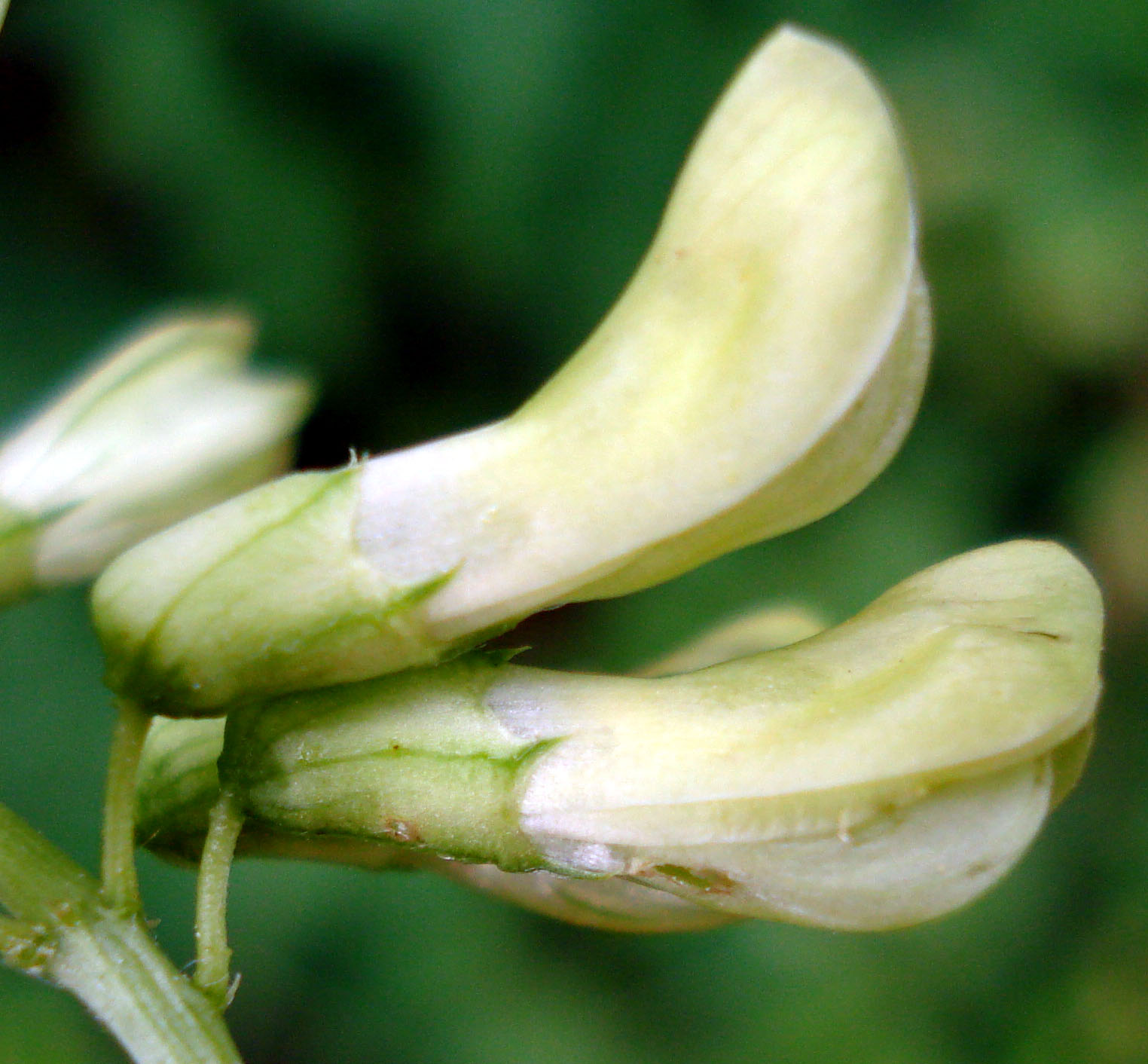
Kelk
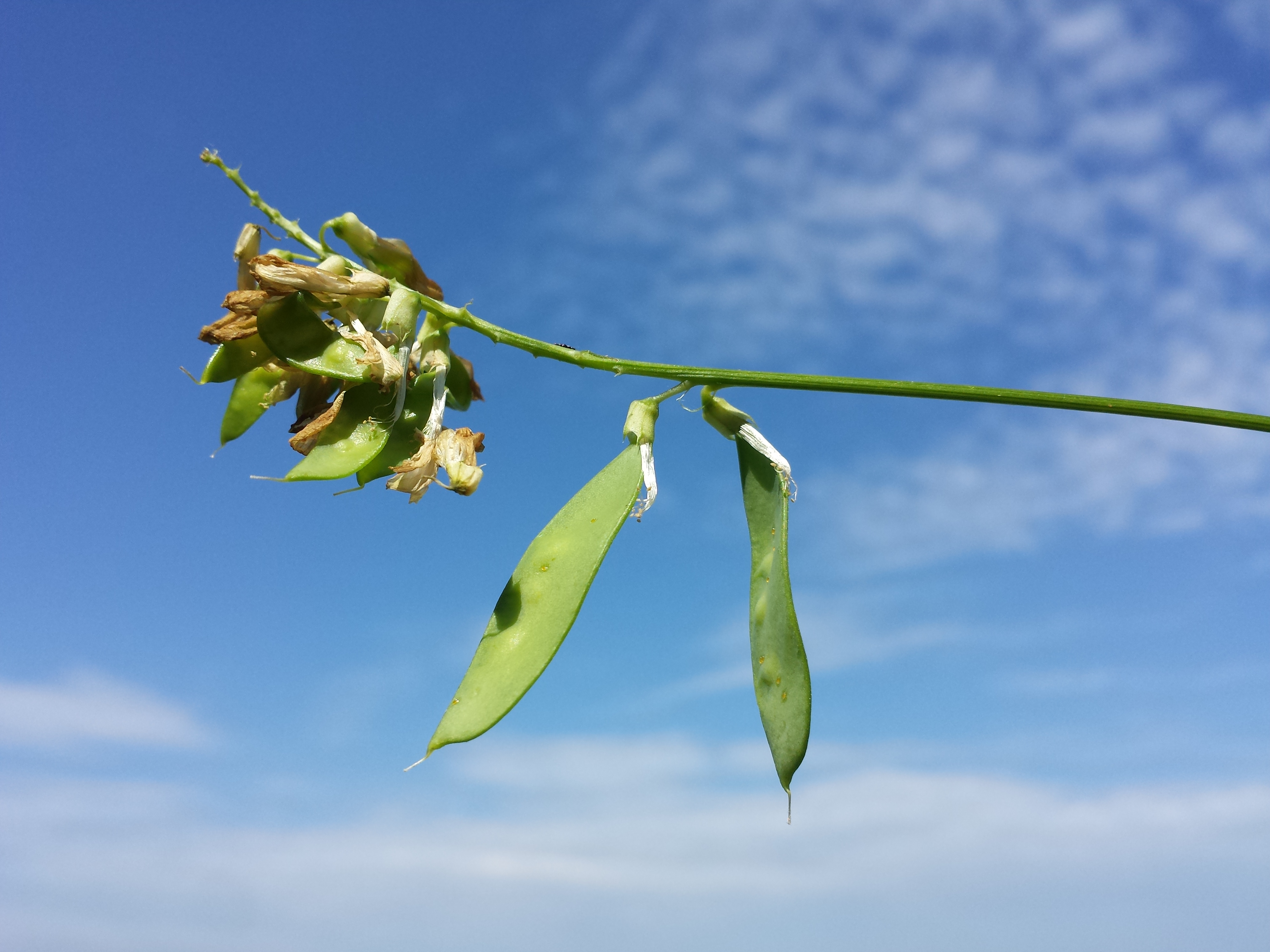
Peulen

De erwtenwikke komt voor op droge, stenige, kalkrijke grond in lichte loofbossen), struwelen, bosranden en heggen.